# Miguel Ángel Oca
Miguel Ángel Oca Gaia (Madrid, 15 april 1970) is een Spaanse waterpolocoach en voormalig waterpoloër.
Als waterpolospeler kwam Oca uit voor Club Náutico Barcelona en nam hij tweemaal deel aan de Olympische Spelen, in 1992 en 1996. Hij eindigde met het Spaanse team in 1992 op de tweede plaats, vier jaar later veroverde hij olympisch goud in Atlanta.
In 2010 werd hij bondscoach van het Spaanse nationale vrouwenteam, waarmee hij wereldkampioen werd in 2013, Europees kampioen in 2014, 2020 en 2022, en olympisch kampioen in 2024.
Daniel Ballart · 
Manuel Estiarte · 
Pedro García · 
Salvador Gómez · 
Marco Antonio González · 
Rubén Michavila · 
Miguel Ángel Oca · 
Sergi Pedrerol · 
Josep Picó · 
Jesús Rollán · 
Ricardo Sánchez · 
Jordi Sans
Josep María Abarca · 
Ángel Luis Andreo · 
Daniel Ballart · 
Manuel Estiarte · 
Pedro García · 
Salvador Gómez · 
Iván Moro · 
Miguel Ángel Oca · 
Jorge Payá · 
Sergi Pedrerol · 
Jesús Rollán · 
Jordi Sans · 
Carles Sans